# Karolína Knězů
Karolína Knězů (* 2000, Pelhřimov) je česká divadelní a televizní herečka, členka souboru Městských divadel pražských. V roce 2024 absolvovala činoherní herectví na DAMU. Ještě za studií hostovala v Divadle na Vinohradech, kde v sezoně 2024/2025 podstoupila roční angažmá. Výraznou rolí se jí stala Terezka ve stejnojmenném dramatu Lenky Lagronové. V roce 2025 přestoupila do Městských divadel pražských.
V Cenách divadelní kritiky za rok 2024 získala nominaci v kategorii Talent roku. 
Účinkovala v 2. sérii seriálu Osada.

## Divadelní role (výběr)

### Divadlo na Vinohradech

#### Velká scéna
- 2022 Karel Kraus – Zdeněk Mahler podle Johanna Nepomuka Nestroye: Provaz o jednom konci, režie: Radovan Lipus, premiéra: 4. března 2022, role: Babetka
- 2022 George Bernard Shaw: Pygmalion, režie: Juraj Deák, premiéra: 22. dubna 2016, role: Eynsford-Hillová, dcera
- 2023 Jan Vedral podle Josefa Škvoreckého: Danny Smiřický (Příběhy inženýra lidských duší), režie: Radovan Lipus, světová premiéra: 27. ledna 2023, role: Naďa
- 2024 Carlo Goldoni: Poprask na laguně, režie: Juraj Deák, premiéra: 20. prosince 2024, role: Checca
- 2025 Francis Scott Fitzgerald – Simon Levy: Velký Gatsby, režie: Martin Čičvák, premiéra: 1. března 2025, role: Tanečnice

#### Kostel sv. Šimona a Judy
- 2024 Lenka Lagronová: Terezka, režie: Radovan Lipus, poprvé: 26. května 2024, premiéra: 25. října 2024, role: Terezka